# 杭州黄氏
杭州黄氏（ハンジュファンし、항주황씨）は、朝鮮の氏族の一つ。本貫は浙江省杭州市である。2015年の調査では156人である。
始祖は、中国明時代の杭州出身で祈山指揮使・中都留守司を歴任し、明が滅びる際の1645年に瀋陽にいた昭顕世子と共に李氏朝鮮に入国し、後に帰化した黄功である。黄功の子孫は、京畿道加平郡に定着して先祖の出身である杭州を本貫にして杭州黄氏を創始した。
平海黄氏、長水黄氏、昌原黄氏、慶州黄氏、管城黄氏、徳山黄氏、尚州黄氏、星州黄氏、紆州黄氏、斉安黄氏、黄州黄氏、懐徳黄氏と共に中央黄氏宗親会をなしている。